# Kornephoros
Kornephoros (beta Herculis) is een heldere ster in het sterrenbeeld Hercules.
De ster staat ook bekend als Korneforos en Ruticulus.